# Дженифър Дюпий
Дженифър Дюпий (на английски: Jennifer Dupee) е американска писателка на произведения в жанра социална драма и любовен роман.

## Биография и творчество
Дженифър Дюпий е родена във Филаделфия, Пенсилвания, САЩ. Израства на северния бряг на Бостън близо до Бевърли, Масачузетс. Следва творческо писане в университета „Браун“ при авторите Мередит Щайнбах и Карол Масо и получава диплома с отличие. Тя е член на писателската общност Grub Street в Бостън и е публикувала в The Feminist Press. През 2016 г. участва и е полуфиналист в конкурсите за първи роман „Джеймс Джоунс“ и „Фокнър-Уисдом“.
Първият ѝ роман „Френското булчинско магазинче“ е издаден през 2021 г. В историята, Лариса Пърл се завръща в родното си градче, след като е изгубила работата си и се е разделила с приятеля си, а и трябва да се грижи за болната си майка. Един ден за да се отвлече от проблемите решава да пробва рокля в малък булчински магазин във френски стил, а една малка лъжа води до купуване на роклята и подготовка на сватба. Точно тогава неочаквано се появява и неин стар приятел, с което проблемите ѝ стават твърде много. Романът става бестселър и е избран за книга на месеца на списание „Добро домакинство“.
Дженифър Дюпий живее със семейството си в историческа къща край Бостън.

## Произведения

### Самостоятелни романи
- The Little French Bridal Shop (2021)[1][2][4]
Френското булчинско магазинче, изд.: „Сиела“, София (2021), прев. Венцислав К.Венков